# Cristina-Adela Foișor
Cristina-Adela Foișor (nhũ danh: Bădulescu; 7 tháng 6 năm 1967 – 22 tháng 1 năm 2017) là một kỳ thủ cờ vua Romania. Bà từng năm lần vô địch quốc gia và 13 lần dự các Olympiad cờ vua.

## Tiểu sử và sự nghiệp
Foișor sinh tại Petroșani và học Toán tại Đại học Timisoara.

### Cá nhân
Foișor lần lượt nhận các danh hiệu Đại kiện tướng nữ cờ vua năm 1991 và Kiện tướng cờ vua năm 1997.
Foișor từng vô địch quốc gia năm lần vào các năm 1989, 1998, 2011, 2012 và 2013. Năm 2007, bà giành danh hiệu vô địch nữ Liên minh châu Âu và nhận danh hiệu công dân danh dự của thành phố Petroșani.
Năm 1994, Foișor thi đấu tại vòng dự tuyển ứng viên ở Tilburg, nhờ vượt qua Giải khu vực 1993 ở Jakarta. Bà thi đấu tại các giải vô địch thế giới theo thể thức loại trực tiếp các năm 2001, 2006, 2010 và 2012.

### Đồng đội
Tại các giải đấu đồng đội, Foișor khoác áo Romania tham dự 13 Olympiad từ 1988 đến 2014, Giải vô địch cờ vua đồng đội thế giới nữ 2013, tám Giải vô địch cờ vua đồng đội châu Âu từ 1992 đến 2015 và ba Giải vô địch cờ vua khu vực Balkan (1985, 1990 và 1992).
Foișor bất ngờ qua đời tại Bệnh viện hạt Timișoara ngày 22 tháng 1 năm 2017, ngay trước thềm giải vô địch thế giới nữ 2017. Để tưởng niệm Foișor, suất thi đấu của bà giữ nguyên, không bị thay thế. FIDE tặng một món quà lưu niệm và tiền thưởng tham dự vòng đầu tiên cho gia đình bà.

### Đời tư
Foișor lập gia đình với kiện tướng quốc tế Ovidiu Foișor. Họ có hai con gái, đều là kỳ thủ cờ vua: Sabina-Francesca Foișor là đại kiện tướng nữ và Mihaela-Veronica Foișor là kiện tướng quốc tế nữ.